# جنگ با مواد مخدر (فیلم)
«جنگ با مواد مخدر» (انگلیسی: The War on Drugs) فیلم مستند به کارگردانی Sebastian J. F. است که در سال ۲۰۰۷ منتشر شد.